# 十人委員会 (ヴェネツィア共和国)

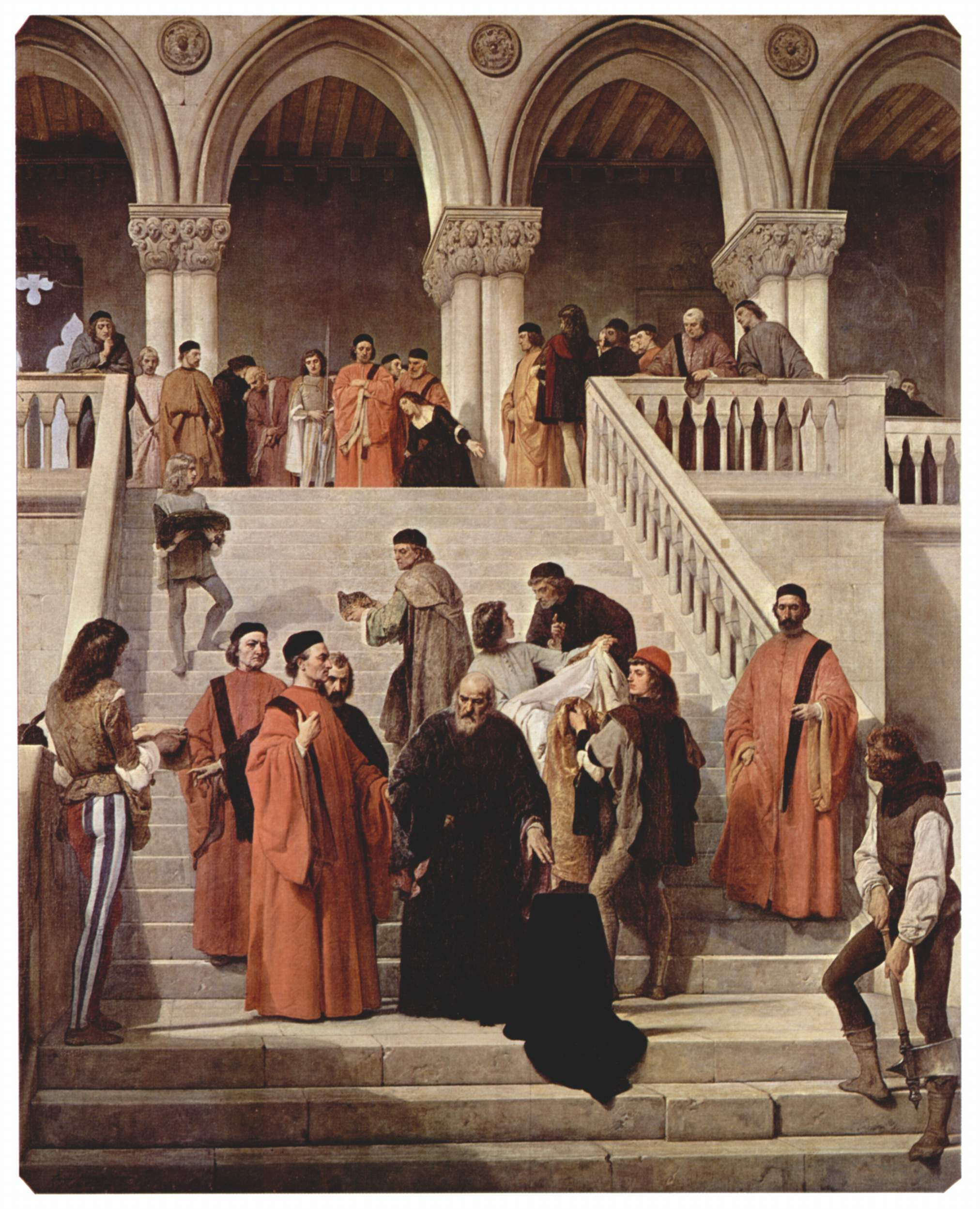
フランチェスコ・アイエツの「ドージェ、マリーノ・ファリエロの死」における十人委員会 (1867)

十人委員会（じゅうにんいいんかい、ヴェネツィア語: Consejo dei Diexe、イタリア語: Consiglio dei Dieci コンシリオ・ディ・ディエーチ）とは、1310年から1797年に存在したヴェネツィア共和国の統治機構。 Consiglio dei X、CDX、i Dieciなどとも呼ばれ、十人評議会や十人会などとも訳される。

## 歴史

### 設立の経緯
十人委員会は1310年に当時のドージェであるピエトロ・グラデニーゴによって組織された。これは、同年6月にバイヤモンテ・ティエポロを中心として勃発したクーデター未遂事件がきっかけであり、委員会の当初の責務は共和国をあらゆる反逆から守る事であった。一事件に対処するための組織として設立されたため、当初委員会は数か月で解散することとされていたが、比較的規模が小さいために迅速な決定が可能であると同時に国家機密の保持に適している点が評価され、1335年に（1334年とする説もある）常設の機関とすることが大評議会により決定された。また、1382年には独自の資金と会計を持つに至り、財政上も他の政府機関から独立した機関となる。彼らはその後も徐々に様々な権限を獲得して影響力を高めていき、1457年には当時のドージェのフランチェスコ・フォスカリを辞職に追い込みさえした。

### 「老人派」と「青年派」
こうした権限の拡大は、経済的に困窮した貴族の派閥「青年派（Giovani）」と、有力貴族の派閥である「老人派（Vecchi）」との対立の過程でもあった。即ち、十人委員会等の要職を寡頭で支配している老人派が委員会の権力拡大を望み、大評議会などには議席を持つもののドージェや十人委員会などの要職を得る事が難しい青年派は自分たちの権限が老人派によって奪われる事を拒絶したのである。この対立は、1582年に始まる十人委員会の改革にも繋がっていく。

### 1582年の改革
1582年の昇天日、リード・ディ・ヴェネツィアで数人の若い貴族と"Bravi"の間で乱闘騒ぎが発生する。この事件を受けた十人委員会は、この貴族たちが外国人の服装をしていたことや火器を携行していたことを理由に彼らを処罰する。しかし、処罰された貴族たちはこの決定に反発し、十人委員会を批判。これをきっかけに高まった委員会に対する不満は10月11日、次期十人委員会が提示したゾンタ三名の人事案が大評議会で棄却されるという形で表面化する。ここから、十人委員会の権限縮小を巡る混乱が始まることとなる（詳細は「職掌」の項を参照）。機能停止に陥っている委員会を正常化する為改めて提示されたゾンタの人事案が大評議会で全員却下されるなど、十人委員会への反発は強力であった。

この改革は老人派の拠点となっていた十人委員会の権限を制限し、政府内での青年派の優位を確立するためのものであったと言われる。

### 終焉
1582年の改革により権限が縮小されたとはいえ、十人委員会はその後も共和国の国政を担う機関として機能し続けた。だが1797年5月、ナポレオン・ボナパルトの脅威に晒されたヴェネツィアが大評議会にて共和国そのものの幕を閉じる決議を採択すると同時に、十人委員会もその長い歴史の幕を閉じることとなった。

## 職掌
1468年の法令では、反乱・陰謀や国家の平和を乱すあらゆる行為などの他、ソドミーに関する裁判、スクオーラ・グランデや書記局に関する問題を取り扱うとされていた。だが、十人委員会は時代を経るにつれ徐々にその権限を拡大し、後には「秘密を守りつつ敏速に決定をくだす必要ありとされた問題」や「重大裁判を審議する」事もその職掌とされ、共和国の諜報・防諜活動を統括する情報機関としても機能した。また、16世紀頃には新たな建築や既存の建築物の用途変更なども監督した他、1508年12月29日以降は喜劇・悲劇・牧歌劇の上演許可業務も行っている。1692年6月10日には、共和国の歴史を印刷する際には委員会の許可が必要となった。

更には、海上都市であるヴェネツィアにとってその存亡に直結する運河の管理を担当する水域専門官（savi alle acque）の任命権、本島の土壌が農耕に適さない為に要職とされる穀物専門官（savii sopara le ague）の任命権、国際通貨としてヨーロッパ各地やイスラム圏でも国際的な決算手段として用いられていたドゥカートを造幣する造幣局の統制権も獲得した。これらは元来元老院の権限であったものを十人委員会が闘争の末に勝ち取ったものであり、1530年には元老院に提出される書簡を事前検閲する権限までもが与えられ、十人委員会は事実上元老院に優越する意思決定機関となった。他にも、司法上の権限を四十人委員会から、市民層が就任する様々な官僚ポストの任命権を大評議会やシニョリーアなどから奪取し、十人委員会は共和国の政治構造のトップに位置する機関へと変貌していった。このように、十人委員会は事実上の最高意思決定機関でもあり、彼らの出した指示や命令は彼ら自身の決定以外によって覆されることはなかったとされる。そうした政策決定能力等から、十人委員会が現代の内閣にあたるものであったとする研究者もいる。

### 権限縮小
一時は国政を司るかのような強大な影響力を有した十人委員会だが、1582年の改革を機にその権限は大幅に縮小されることとなる。一旦、ゾンタにも正規委員と同様の再任禁止期間を設ける事が決定されたが、最終的にはゾンタそのものが廃止された。更に11月4日には水域専門官（savi alle acque）や穀物専門官（savii sopara le ague）の任命権が元老院に移行された。また、1583年3月3日には造幣局の統制権が元老院にある事が確認された。

## 審議
十人委員会は毎週水曜日に定例審議を行うとされ、何らかの事情で定例審議が開催できなかった場合でも最低週一回は審議を持つこととされた。また、定例審議以外にもシニョーリアによる指示があった場合や十人委員会の議長が望んだ場合などには、緊急の審議が持たれた。

## 構成

### 委員
十人委員会の委員は大評議会の中から、30歳以上の者が十人選ばれる。任期は毎年10月1日から9月30日までの1年間で、一つの家からは一度に一人しか委員になることはできない。一家の構成員がドージェやその補佐官を務めている場合も委員に選出される資格を喪失しているとされる（後述するように、彼らも十人委員会の審議に参加する為）。他の官職との兼務も認められない上（1691年7月27日には、委員会に参加する為には他の官職は辞さなければならないと正式に規定された）、再選されるには最低1年間の再任禁止期間、コントゥマチアを置かなければならない。また、一家から教皇や枢機卿を出すなどしてローマ教皇庁と繋がりが有ると認められた者も事実上、十人委員に選出される資格を喪失しているとされた。こうして選ばれた委員の中から、自身らによる選挙で"capi"（「頭」を意味する"capo"の複数形）と呼ばれる任期一か月の三人の議長が選出される。

### 委員以外の参加者
十人委員会にはドージェとその6人の補佐官（＝四十人委員会委員長を除くシニョリーア）も加わる。また、外交問題に関する審議にはサヴィオ・グランデと呼ばれるコッレージョの優位職や、サン・マルコ財務官などの上級官職者も参加した。

### ゾンタ
こうした正規の委員と参加者の他に、ゾンタと呼ばれる追加委員が置かれていた時期もある。ゾンタは、1355年に当時のドージェであったマリーノ・ファリエロをクーデターの咎で処刑する際、その決定にかかわる人数を増やすことで、正当性をより広範に承認させ責任を分散させる目的で初めて導入された。彼らの人数は時期により15～20人と一定されていなかったが、1529年からは15人と定められた。彼らは元来臨時のアドヴァイザー委員という立場であったが、十人委員会そのものと同様に次第に常設のポストとなっていった。彼らは全ての審議に参加でき、殆どの決議に関して投票権を有するなど正規の委員と同等の権利を有した一方で、正規委員に課される再任禁止期間が存在せず、老人派の重要人物が交代無しに権力を維持し続けその拠点とした。再任禁止期間は存在しないものの、ゾンタの任期は正規委員と同様に毎年10月1日から9月30日までの1年間とされた。

## 所管組織

### 書記局
書記局は市民層から登用された秘書官たちによる官僚機構である。彼らは100人の秘書官からなり、その内50人が書記官、もう50人が副書記官であり、書記官の中には一人の書記官長も含まれる。彼らの業務は大評議会や元老院、十人委員会などの共和国のあらゆる政府機関の審議に出席しその記録を行うことであった。彼らは実務官僚として継続的に職務を行うために任期は無く終身雇用であったため、一年や半年で交代する貴族たちより機密事項に接する機会が多かった。

このように国政の中枢にも関与している書記局の官僚は、本来大評議会やシニョリーアが任命権を握っていた。しかし、1445年からの一連の法律で十人委員会がこの任命権を掌握し、1462年には書記局の統制権そのものも十人委員会が握る事となった。

### 国家調査官
1454年には、大評議会の決議により国家調査官の職が設置された。これは十人委員会の委員から三人が選ばれるもので、彼らには「無制限の」権限が与えられるとされた。具体的には、「彼らの管轄権から除外されると規定された者を除く全ての者に対して執行権を有する。彼らは満場一致でさえあれば、死刑宣告を含む如何なる宣告をも言い渡す事ができる」など、独立的かつ強力な権限を有していた。